# Frank De Winne
Frank, Viscount De Winne (Ledeberg, Gant, Bèlgica, 25 d'abril de 1961) és un oficial de Component Aeri de l'Exèrcit Belga i astronauta de l'ESA. És el segon belga a l'espai (després de Dirk Frimout). Va ser el primer astronauta de l'ESA en comandar una missió espacial quan va servir com a comandant de l'ISS en l'Expedició 21. L'astronauta de l'ESA, de Winne, serveix actualment com a Cap del Centre Europeu d'Astronautes de l'Agència Espacial Europea a Colònia/Alemanya (Köln).